# Кејпрон (Вирџинија)
Кејпрон (енгл. Capron) град је у америчкој савезној држави Вирџинија. По попису становништва из 2010. у њему је живело 166 становника.

## Демографија
Према попису становништва из 2010. у граду је живело 166 становника, што је 1 (0,6%) становника мање него 2000. године.
| Група             | 2000.       | 2010.       |
| Белци             | 121 (72,5%) | 136 (81,9%) |
| Афроамериканци    | 46 (27,5%)  | 29 (17,5%)  |
| Азијати           | 0 (0,0%)    | 0 (0,0%)    |
| Хиспаноамериканци | 0 (0,0%)    | 0 (0,0%)    |
| Укупно            | 167         | 166         |